# Aubérive
Ne doit pas être confondu avec Auberive.
Aubérive (prononcé [obeʁivə]) est une commune française, située dans le département de la Marne en région Grand Est.

## Géographie

### Description
Aubérive est un village rural de la Champagne crayeuse situé à une trentaine de kilomètres à l'est de Reims, à la même distance au nord de Châlons-en-Champagne, et à 37 km d'Épernay, desservi par l'ancien tracé de l'ex-route nationale 31 (actuelle RD 931).

### Communes limitrophes
|          | Vaudesincourt | Saint-Souplet-sur-Py   |
| Prosnes  | Aubérive      |                        |
| Baconnes |               | Saint-Hilaire-le-Grand |

### Hydrographie

#### Réseau hydrographique
La commune est dans la région hydrographique « la Seine du confluent de l'Oise (inclus) à l'embouchure » au sein du bassin Seine-Normandie. Elle est drainée par la Suippe,.
La Suippe, d'une longueur de 82 km, prend sa source dans la commune de Tailly et se jette  dans l'Aisne à Saint-Juvin, après avoir traversé 27 communes.

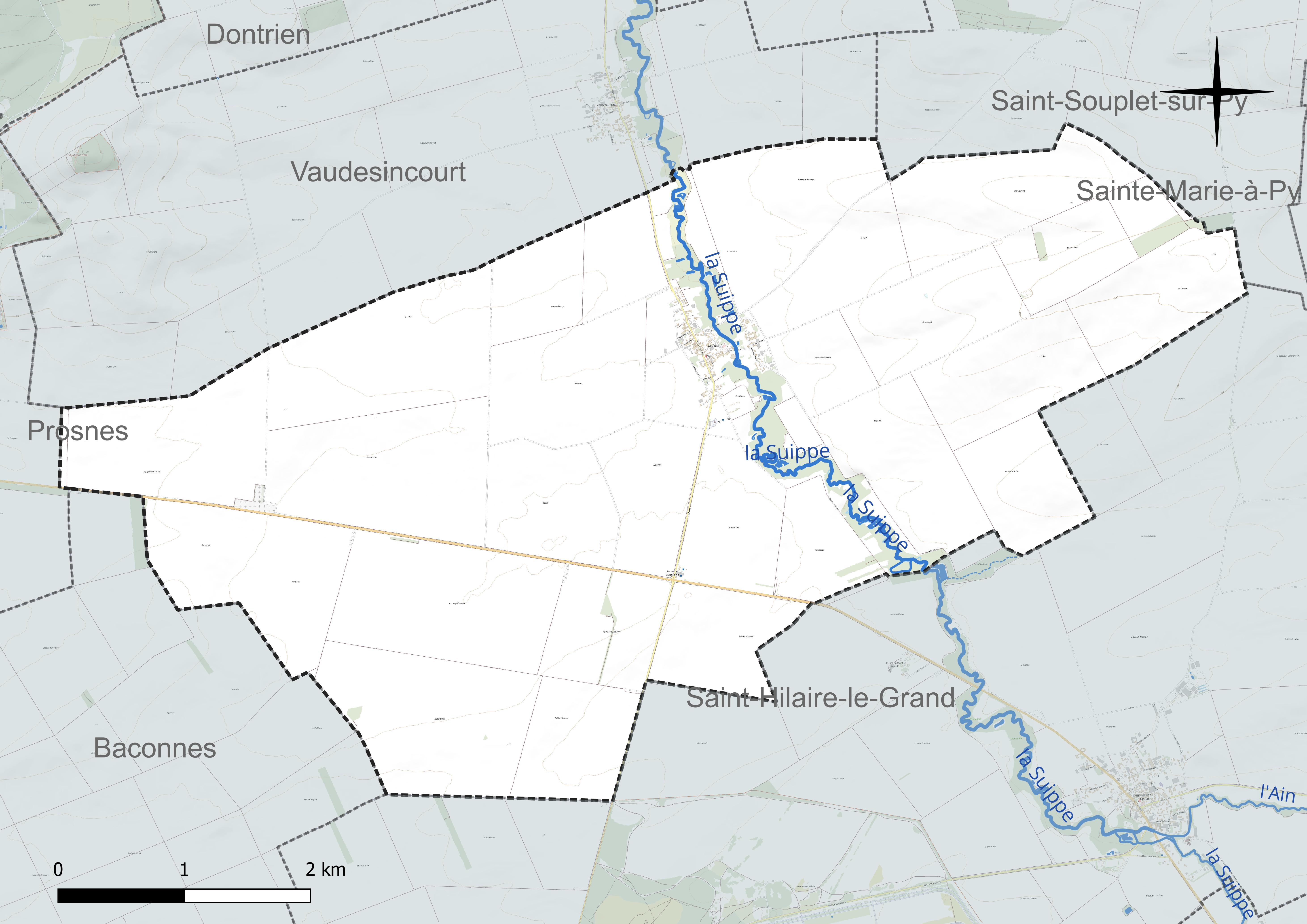
Réseau hydrographique d'Aubérive.

#### Gestion et qualité des eaux
Le territoire communal est couvert par le schéma d'aménagement et de gestion des eaux (SAGE) « Aisne Vesle Suippe ». Ce document de planification, dont le territoire s’étend sur 3 096 km2 répartis sur trois départements (Aisne, Marne et Ardennes) et deux régions (Champagne-Ardenne et Picardie), a été approuvé le 16 décembre 2013. La structure porteuse de l'élaboration et de la mise en œuvre est le Syndicat d’aménagement des bassins Aisne Vesle Suippe (SIABAVES).
La qualité des cours d’eau peut être consultée sur un site dédié géré par les agences de l’eau et l’Agence française pour la biodiversité.

### Climat
Pour des articles plus généraux, voir Climat du Grand Est et Climat de la Marne.
En 2010, le climat de la commune est de type climat océanique dégradé des plaines du Centre et du Nord, selon une étude du Centre national de la recherche scientifique s'appuyant sur une série de données couvrant la période 1971-2000. En 2020, Météo-France publie une typologie des climats de la France métropolitaine dans laquelle la commune est exposée à un climat océanique altéré et est dans la région climatique Nord-est du bassin Parisien, caractérisée par un ensoleillement médiocre, une pluviométrie moyenne régulièrement répartie au cours de l’année et un hiver froid (3 °C).
Pour la période 1971-2000, la température annuelle moyenne est de 10,2 °C, avec une amplitude thermique annuelle de 15,7 °C. Le cumul annuel moyen de précipitations est de 707 mm, avec 11,6 jours de précipitations en janvier et 8,4 jours en juillet. Pour la période 1991-2020, la température moyenne annuelle observée sur la station météorologique de Météo-France la plus proche, « Mourmelon-grand », sur la commune de Mourmelon-le-Grand à 8 km à vol d'oiseau, est de 10,6 °C et le cumul annuel moyen de précipitations est de 651,4 mm. 
La température maximale relevée sur cette station est de 41,3 °C, atteinte le 25 juillet 2019 ; la température minimale est de −19,7 °C, atteinte le 7 février 2012,,.
Les paramètres climatiques de la commune ont été estimés pour le milieu du siècle (2041-2070) selon différents scénarios d'émission de gaz à effet de serre à partir des nouvelles projections climatiques de référence DRIAS-2020. Ils sont consultables sur un site dédié publié par Météo-France en novembre 2022.

## Urbanisme

### Typologie
Au 1er janvier 2024, Aubérive est catégorisée commune rurale à habitat dispersé, selon la nouvelle grille communale de densité à sept niveaux définie par l'Insee en 2022.
Elle est située hors unité urbaine. Par ailleurs la commune fait partie de l'aire d'attraction de Reims, dont elle est une commune de la couronne,. Cette aire, qui regroupe 294 communes, est catégorisée dans les aires de 200 000 à moins de 700 000 habitants,.

### Occupation des sols
L'occupation des sols de la commune, telle qu'elle ressort de la base de données européenne d’occupation biophysique des sols Corine Land Cover (CLC), est marquée par l'importance des territoires agricoles (95,9 % en 2018), une proportion identique à celle de 1990 (95,9 %). La répartition détaillée en 2018 est la suivante : 
terres arables (95,9 %), forêts (3,1 %), zones urbanisées (1,1 %). L'évolution de l’occupation des sols de la commune et de ses infrastructures peut être observée sur les différentes représentations cartographiques du territoire : la carte de Cassini (XVIIIe siècle), la carte d'état-major (1820-1866) et les cartes ou photos aériennes de l'IGN pour la période actuelle (1950 à aujourd'hui).

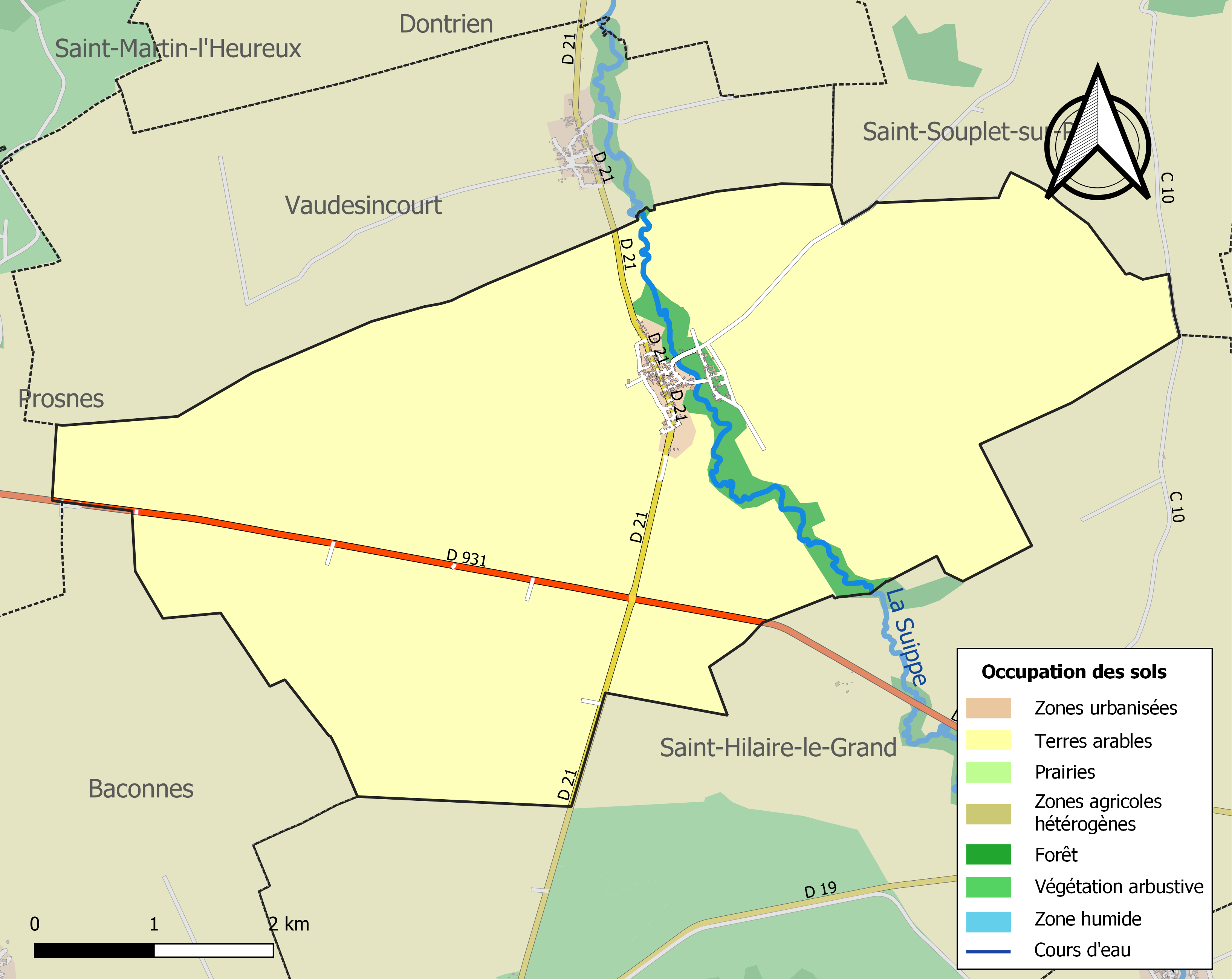
Carte des infrastructures et de l'occupation des sols de la commune en 2018 (CLC).

## Toponymie
Attestée sous la forme Alba Ripa en 1206.
Contient l’adjectif alba (blanc) définissant la couleur de la rive de la rivière Suippe.

## Histoire

Aubérive au tout début du XXe siècle
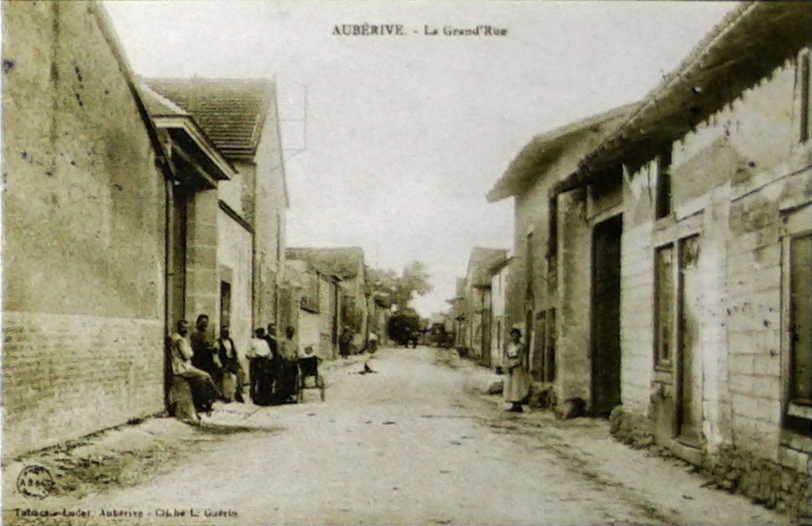
La Grand'Rue

Première Guerre mondiale

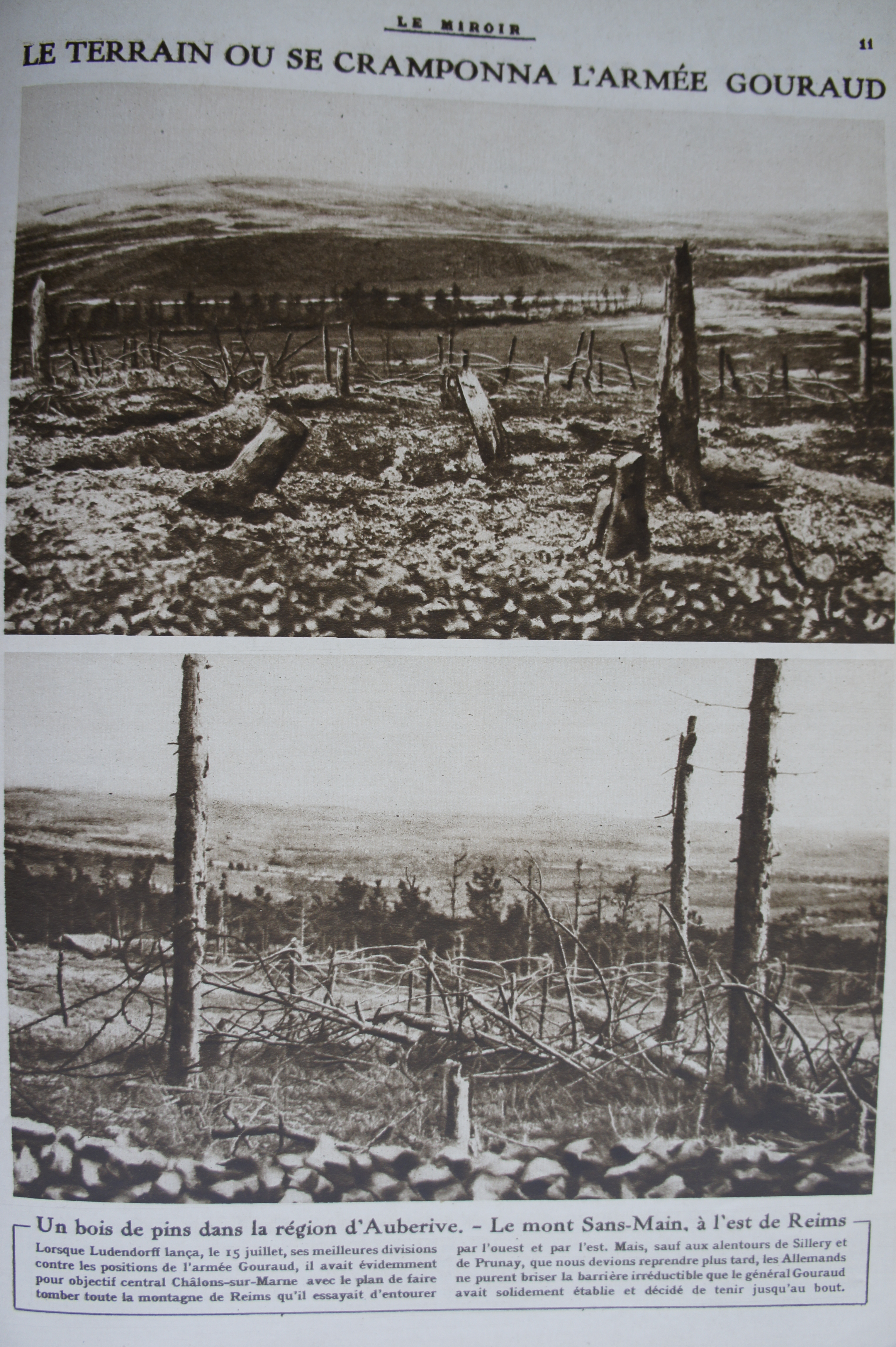
Article du Miroir.

Aubérive est un nœud fortifié tenu par l’Allemagne depuis deux ans quand la bataille de l'Aisne se prépare, la Xe armée avec la division marocaine se dispose à attaquer les hauteurs de Moronvilliers. La Légion reçoit la tranchée du Golfe et le saillant du bois de bouleaux comme objectifs et la mission de faire tomber Aubérive.

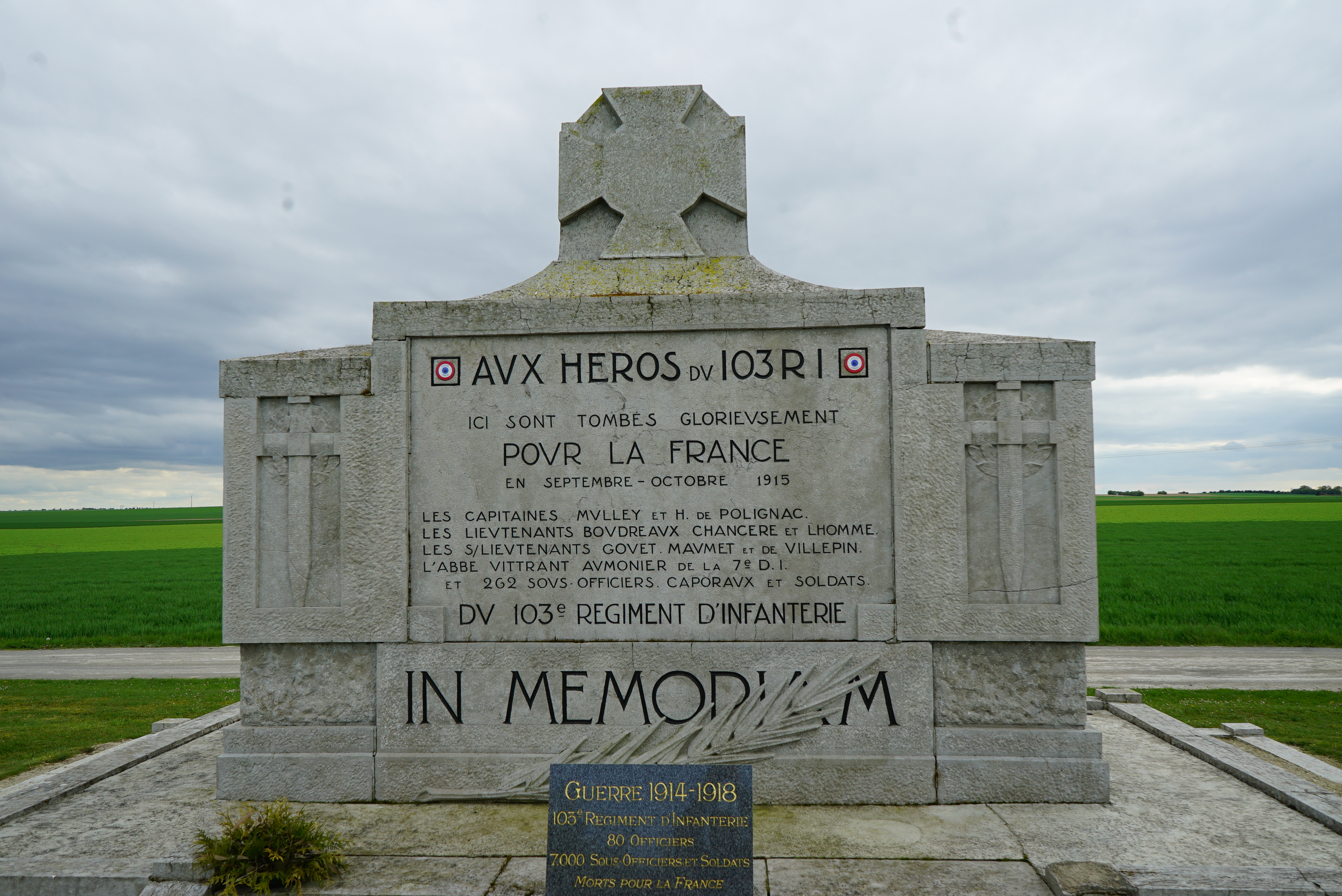
Le "monument Polignac aux héros du 103e RI".

Le village est considéré comme détruit à la fin de la guerre et a  été décoré de la Croix de guerre 1914-1918, le 20 septembre 1920.
Seconde Guerre mondiale

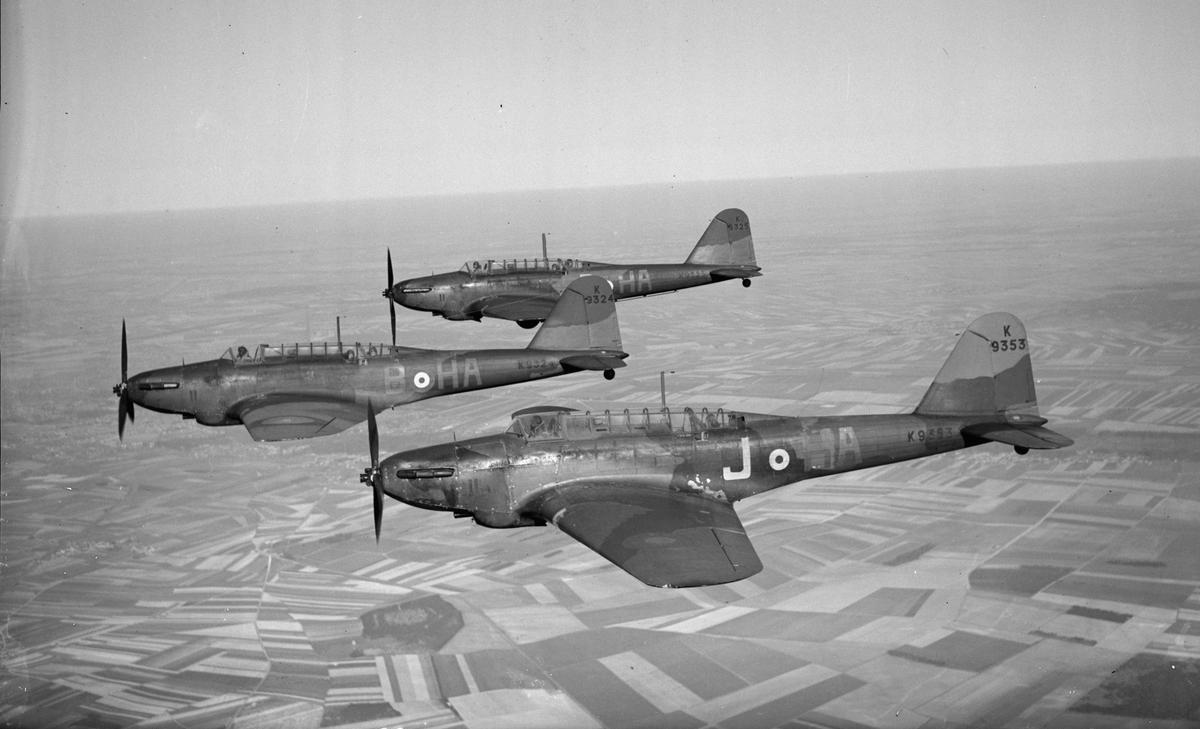
Trois Fairey Battle du No. 218 Squadron RAF basés à Aubérive en 1939/1940.

Un terrain d'aviation militaire est implanté à Aubérive dans l'entre-deux-guerres sous le statut de plate-forme d’opération.
Au début de la guerre, il accueille des avions de la Royal Air Force, et est remis en culture sur la demande des autorités allemandes en avril 1943.
Le terrain d'aviation est déclassé et ses terres revendues en 1964,

## Politique et administration

### Rattachements administratifs et électoraux
Rattachements administratifs
La commune se trouve dans l'arrondissement de Reims du département de la Marne.
Après avoir été fugacement le chef-lieu d'un canton d'Aubérive de 1793 à 1801, la commune faisait partie depuis 1793 du canton de Beine-Nauroy. Dans le cadre du redécoupage cantonal de 2014 en France, cette circonscription administrative territoriale a disparu, et le canton n'est plus qu'une circonscription électorale.
Rattachements électoraux
Pour les élections départementales, la commune fait partie depuis 2014 du canton de Mourmelon-Vesle et Monts de Champagne
Pour l'élection des députés, elle fait partie de la quatrième circonscription de la Marne.

### Intercommunalité
Aubérive était membre de la petite communauté de communes des Rives de la Suippe, un établissement public de coopération intercommunale (EPCI) à fiscalité propre créé fin 2003 et auquel la commune avait transféré un certain nombre de ses compétences, dans les conditions déterminées par le code général des collectivités territoriales.
Dans le cadre des dispositions de la loi portant nouvelle organisation territoriale de la République du 7 août 2015, qui prévoit que les établissements publics de coopération intercommunale (EPCI) à fiscalité propre doivent avoir un minimum de 15 000 habitants, cette intercommunalité fusionne le 1er janvier 2017 avec ses voisines pour former la communauté urbaine dénommée Grand Reims, dont est désormais membre la commune.

### Liste des maires
| Période                                  | Période                       | Identité       | Étiquette | Qualité                                                                                         |
| ---------------------------------------- | ----------------------------- | -------------- | --------- | ----------------------------------------------------------------------------------------------- |
| Les données manquantes sont à compléter. |                               |                |           |                                                                                                 |
| 1874                                     |                               | M. Jacqueminet |           |                                                                                                 |
| Les données manquantes sont à compléter. |                               |                |           |                                                                                                 |
| juillet 2002                             | En cours (au 11 juillet 2020) | Pascal Lorin   |           | Chef d'entreprise Vice-président de la CU Grand Reims (2017 → ) Réélu pour le mandat 2020-2026, |

## Population et société

### Démographie
L'évolution du nombre d'habitants est connue à travers les recensements de la population effectués dans la commune depuis 1793. Pour les communes de moins de 10 000 habitants, une enquête de recensement portant sur toute la population est réalisée tous les cinq ans, les populations de référence des années intermédiaires étant quant à elles estimées par interpolation ou extrapolation. Pour la commune, le premier recensement exhaustif entrant dans le cadre du nouveau dispositif a été réalisé en 2008.

En 2022, la commune comptait 247 habitants, en évolution de +6,47 % par rapport à 2016 (Marne : −1,19 %, France hors Mayotte : +2,11 %).
| 1793 | 1800 | 1806 | 1821 | 1831 | 1836 | 1841 | 1846 | 1851 |
| ---- | ---- | ---- | ---- | ---- | ---- | ---- | ---- | ---- |
| 465  | 605  | 587  | 592  | 635  | 660  | 633  | 644  | 618  |

| 1856 | 1861 | 1866 | 1872 | 1876 | 1881 | 1886 | 1891 | 1896 |
| ---- | ---- | ---- | ---- | ---- | ---- | ---- | ---- | ---- |
| 626  | 602  | 605  | 557  | 517  | 479  | 424  | 426  | 404  |

| 1901 | 1906 | 1911 | 1921 | 1926 | 1931 | 1936 | 1946 | 1954 |
| ---- | ---- | ---- | ---- | ---- | ---- | ---- | ---- | ---- |
| 381  | 377  | 345  | 246  | 206  | 244  | 247  | 208  | 231  |

| 1962 | 1968 | 1975 | 1982 | 1990 | 1999 | 2006 | 2008 | 2013 |
| ---- | ---- | ---- | ---- | ---- | ---- | ---- | ---- | ---- |
| 205  | 203  | 175  | 156  | 157  | 182  | 194  | 198  | 226  |

| 2018 | 2022 | - | - | - | - | - | - | - |
| ---- | ---- | - | - | - | - | - | - | - |
| 245  | 247  | - | - | - | - | - | - | - |

### Manifestations culturelles et festivités
Le festival de La Poule des Champs est organisé depuis 2006[réf. nécessaire].

## Culture locale et patrimoine

### Lieux et monuments
- Église Saint-Pierre.

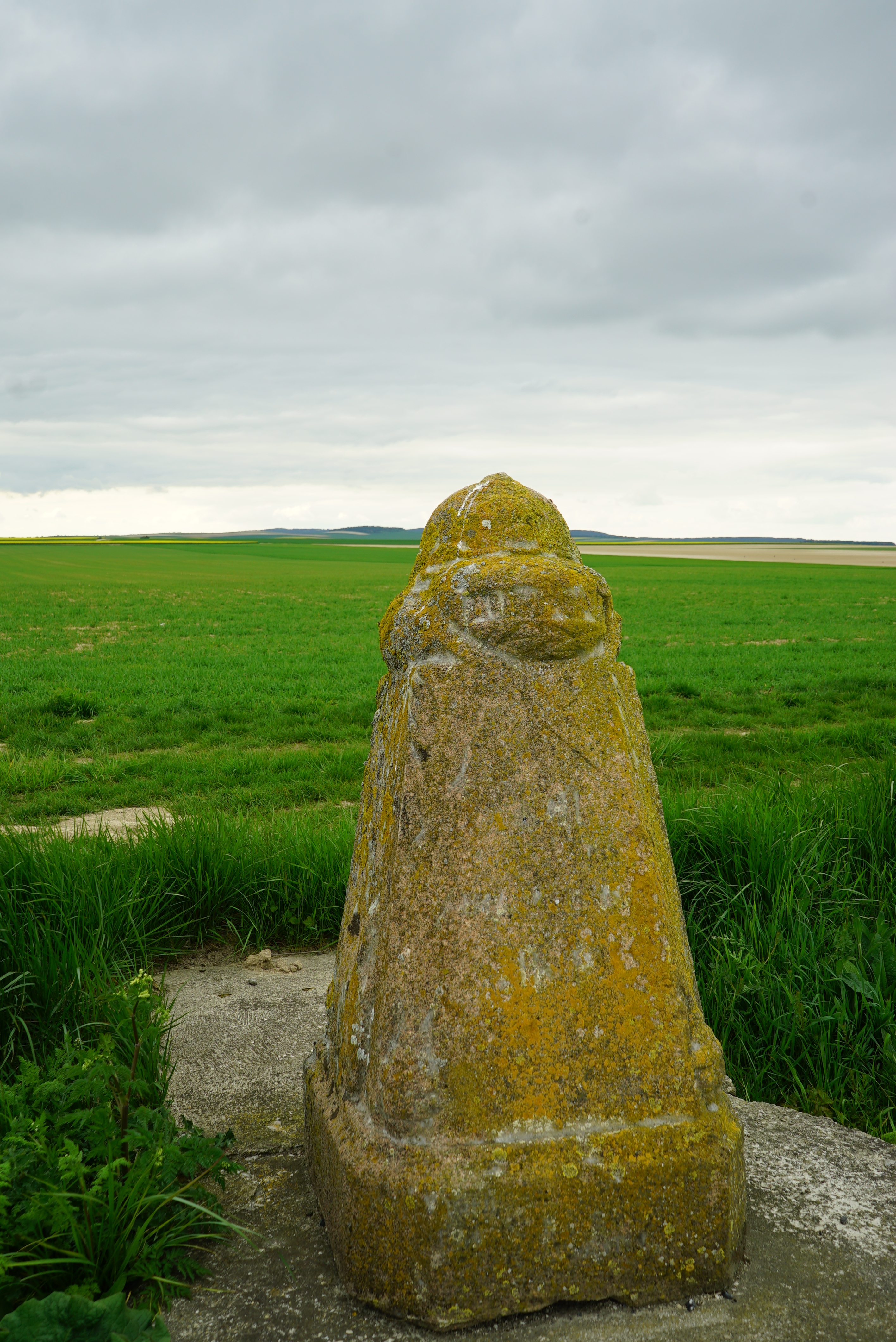
Borne Vauthier.

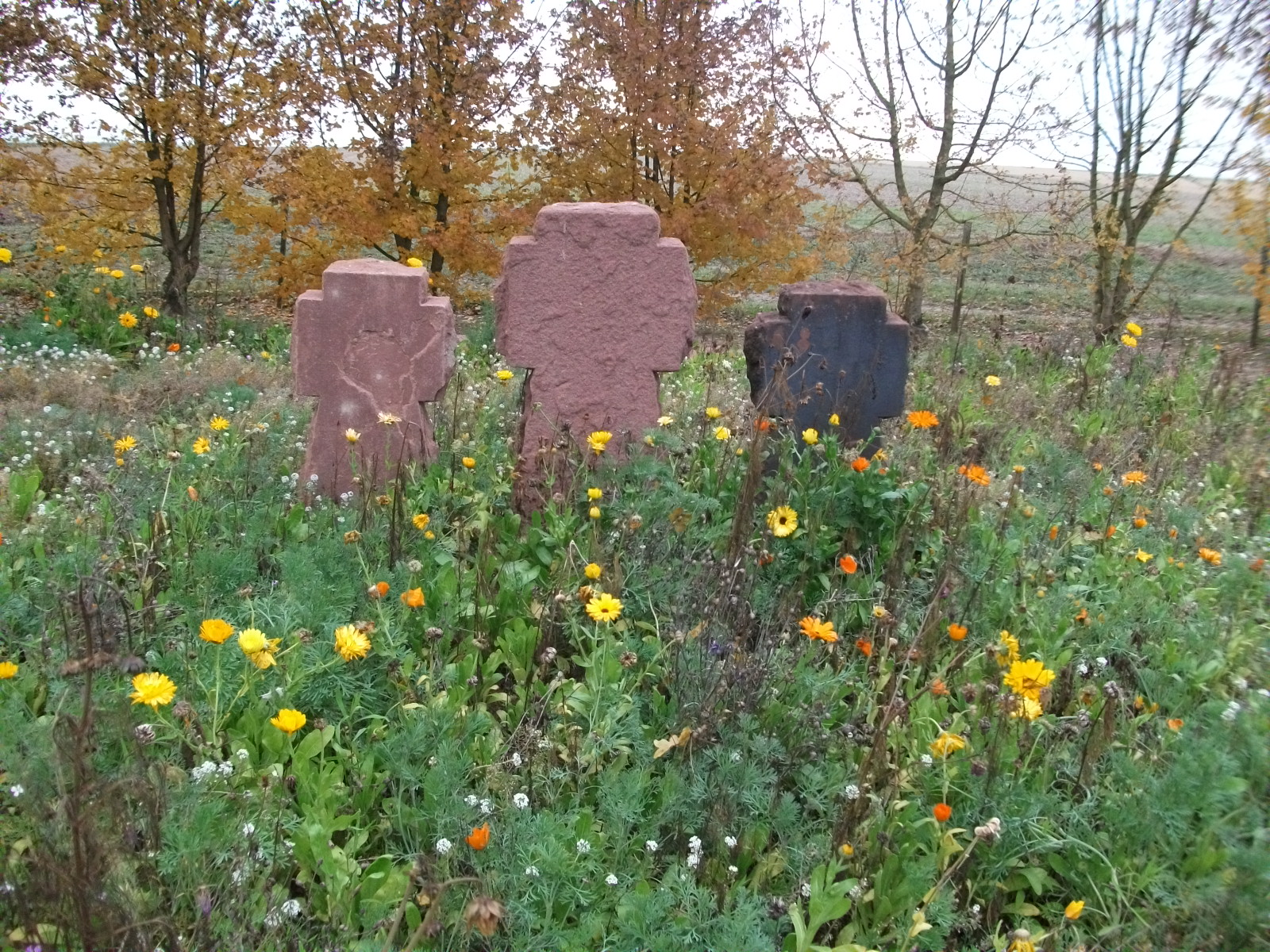
Monument allemand.

- Lieux de mémoire de la Première Guerre mondiale
  - Nécropole nationale d'Aubérive située le long de la RD 931.
  - Cimetière militaire allemand, situé derrière la nécropole nationale française "Le Bois du Puits". Il rassemble 5 359 corps de soldats allemands dont 3 124 en ossuaires.
  - Cimetière militaire polonais, ou cimetière militaire polonais du Bois du Puits de la Première et de la Seconde Guerre mondiale. 
Le cimetière militaire polonais d'Aubérive est mitoyen de la nécropole française. Il n'y a pas de séparation entre ces deux cimetières, mais chacun dispose d'une entrée distincte. 385 corps ont été ensevelis dans ce cimetière :
    - 129 corps de soldats tués pendant la Première Guerre mondiale en Champagne ;
    - 256 corps de soldats tués pendant la Seconde Guerre mondiale dans le Nord-Est de la France.

Sur la droite à proximité du portail d’entrée du cimetière, on trouve un petit monument aux morts de la Première Guerre mondiale avec une plaque commémorative en fonte à son sommet. Le monument porte les inscriptions suivantes :
- première plaque apposée en haut du monument : « Aux héros des armées polonaises formées en France morts sur les champs de bataille pour la France et la Pologne ».
- seconde plaque apposée en bas du monument : « Ce monument a été rénové en 1991 par la Fédération des anciens combattants polonais en France La bénédiction a eu lieu le 21 juillet 1991 ».

Au milieu des tombes polonaises a été érigé un monument commémoratif des deux guerres mondiales. Le monument porte les inscriptions suivantes :
- première plaque apposée en haut du monument : « Aux héros des armées polonaises formées en France morts sur les champs de bataille pour la France et la Pologne ».
- seconde plaque apposée en bas du monument : « Ce monument a été rénové en 1991 par la Fédération des anciens combattants polonais en France La bénédiction a eu lieu le 21 juillet 1991 ».

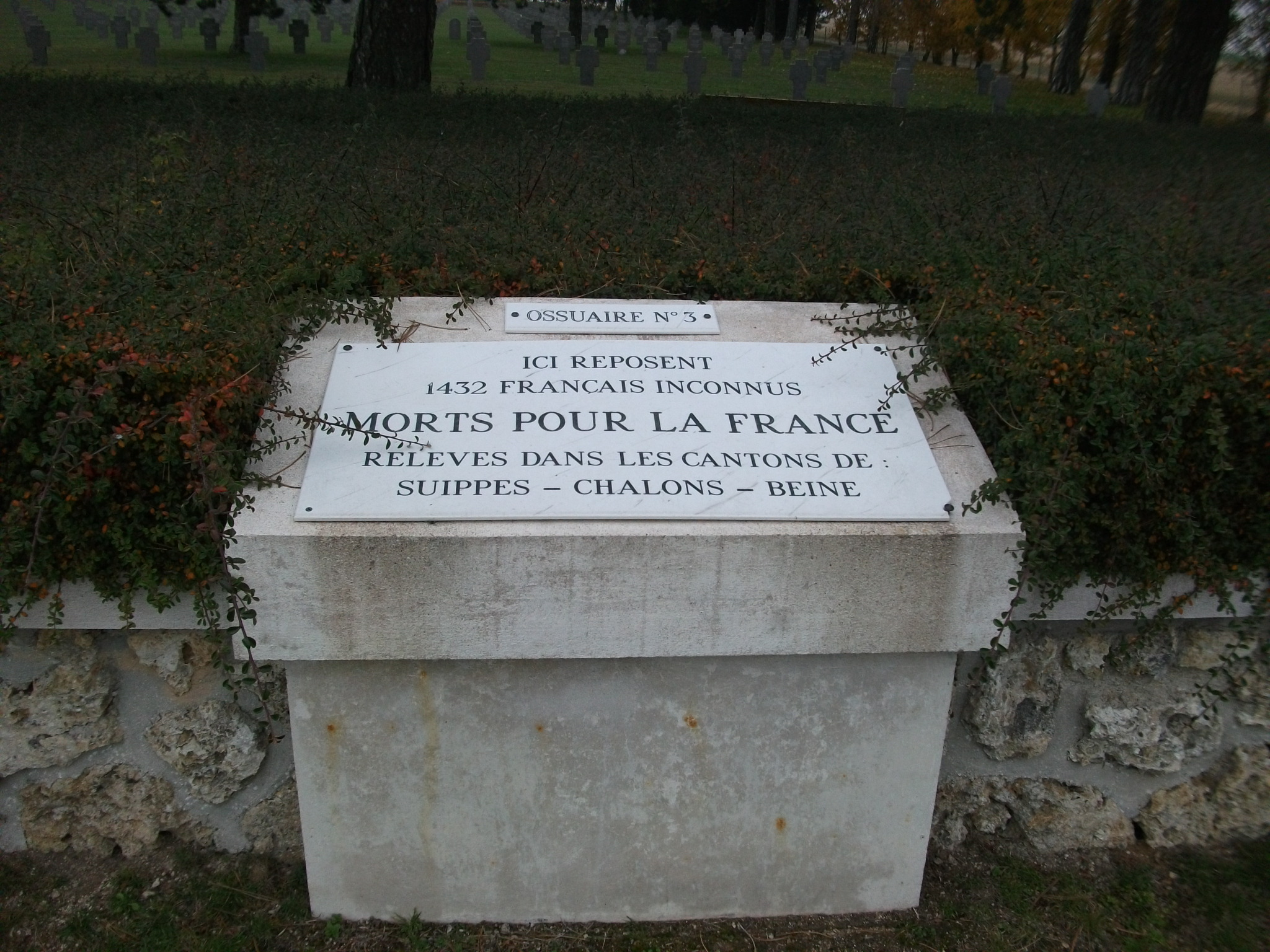
Ossuaire français.
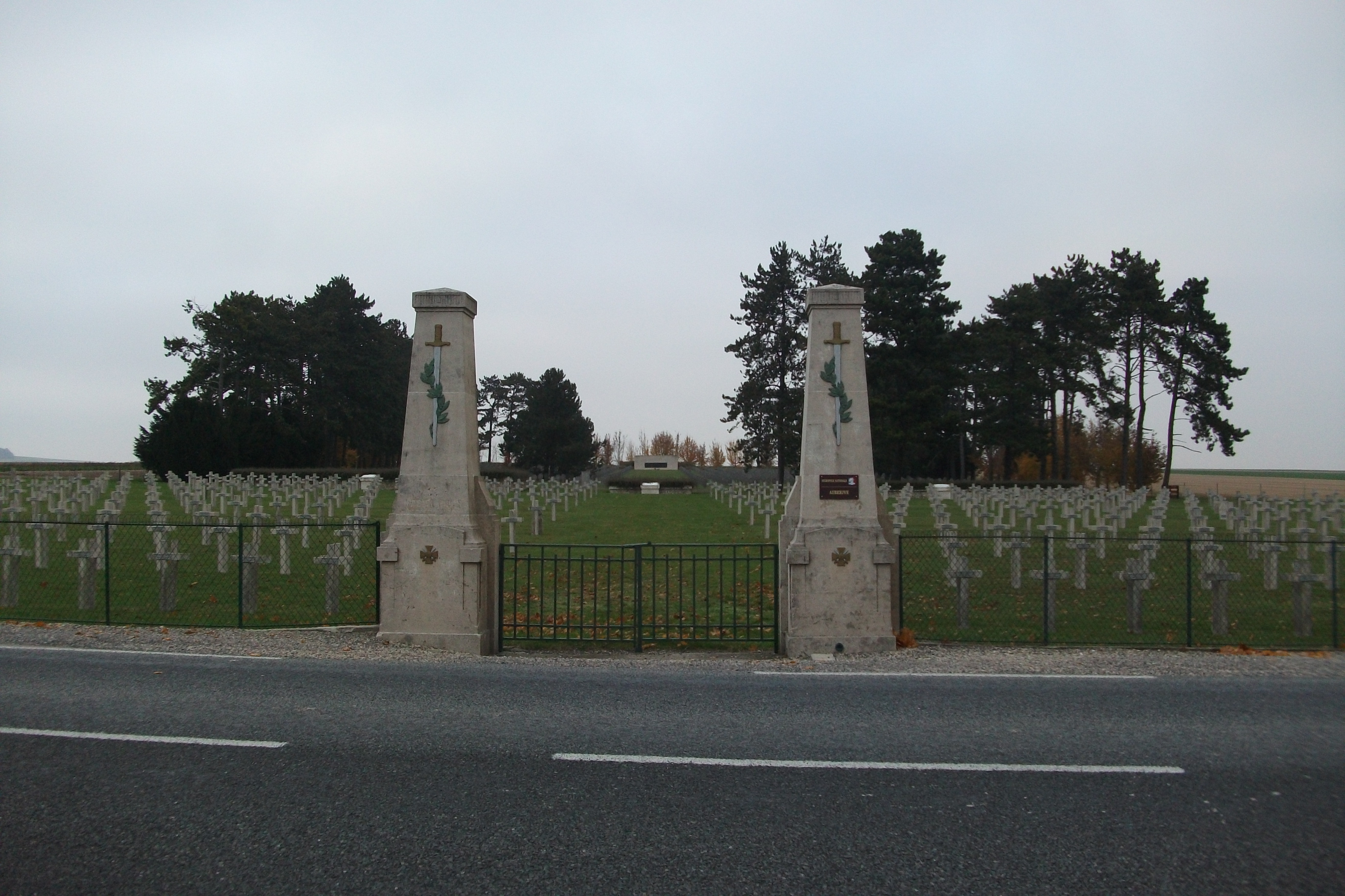
Entrée de la nécropole nationale d'Aubérive.
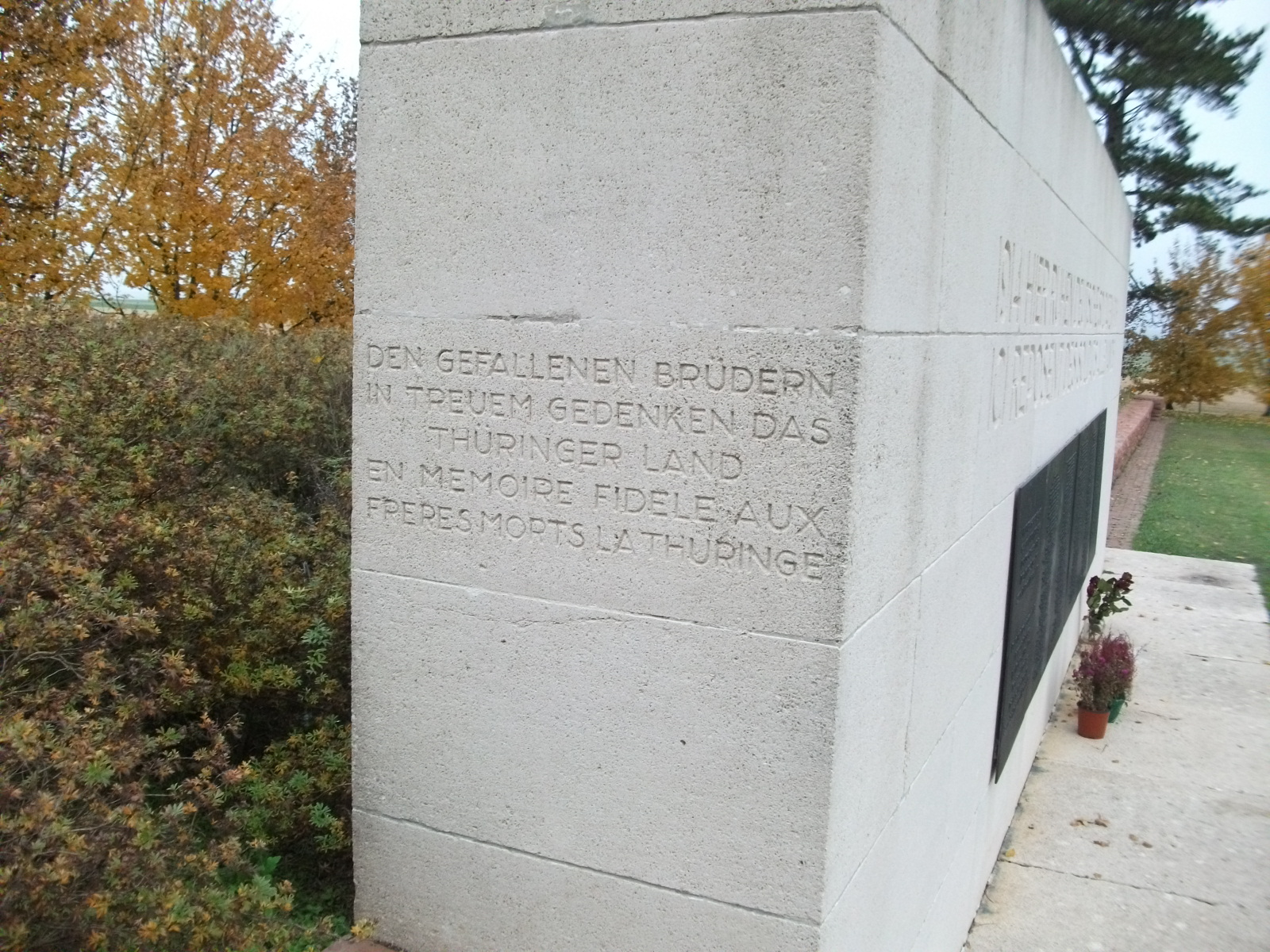
Monument allemand aux morts de Thuringe.
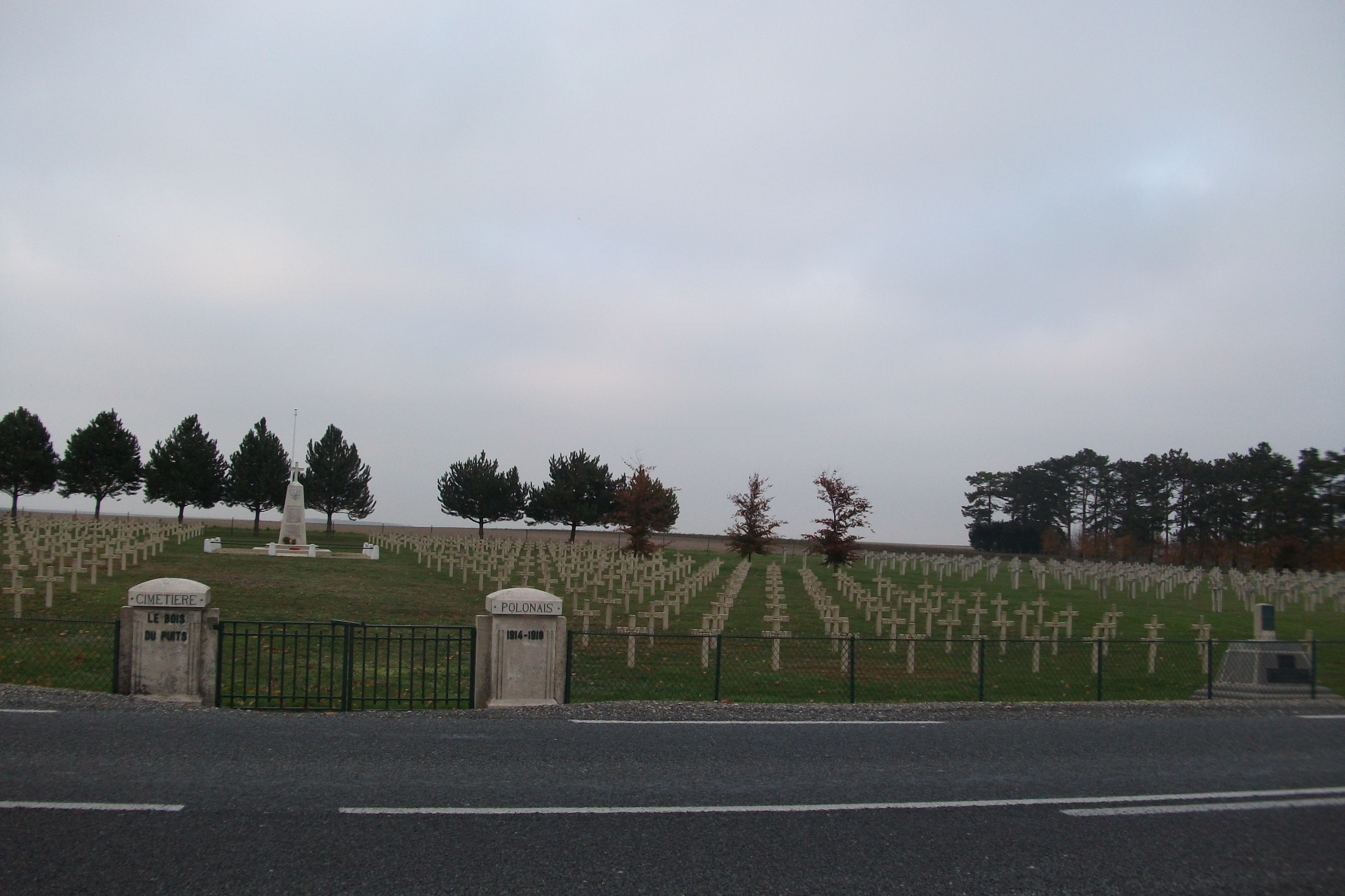
Aubérive : cimetière militaire polonais.
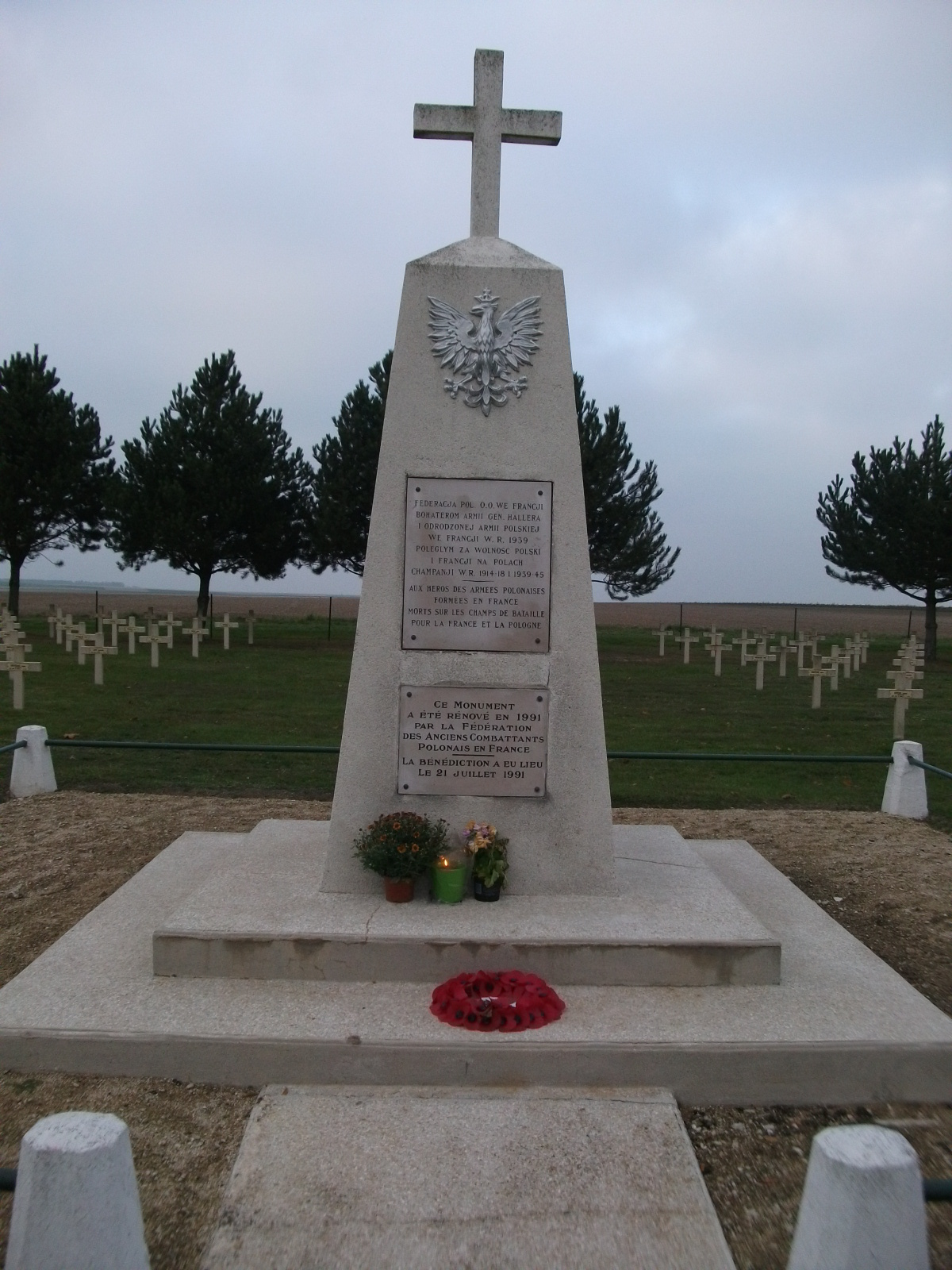
Monument polonais.
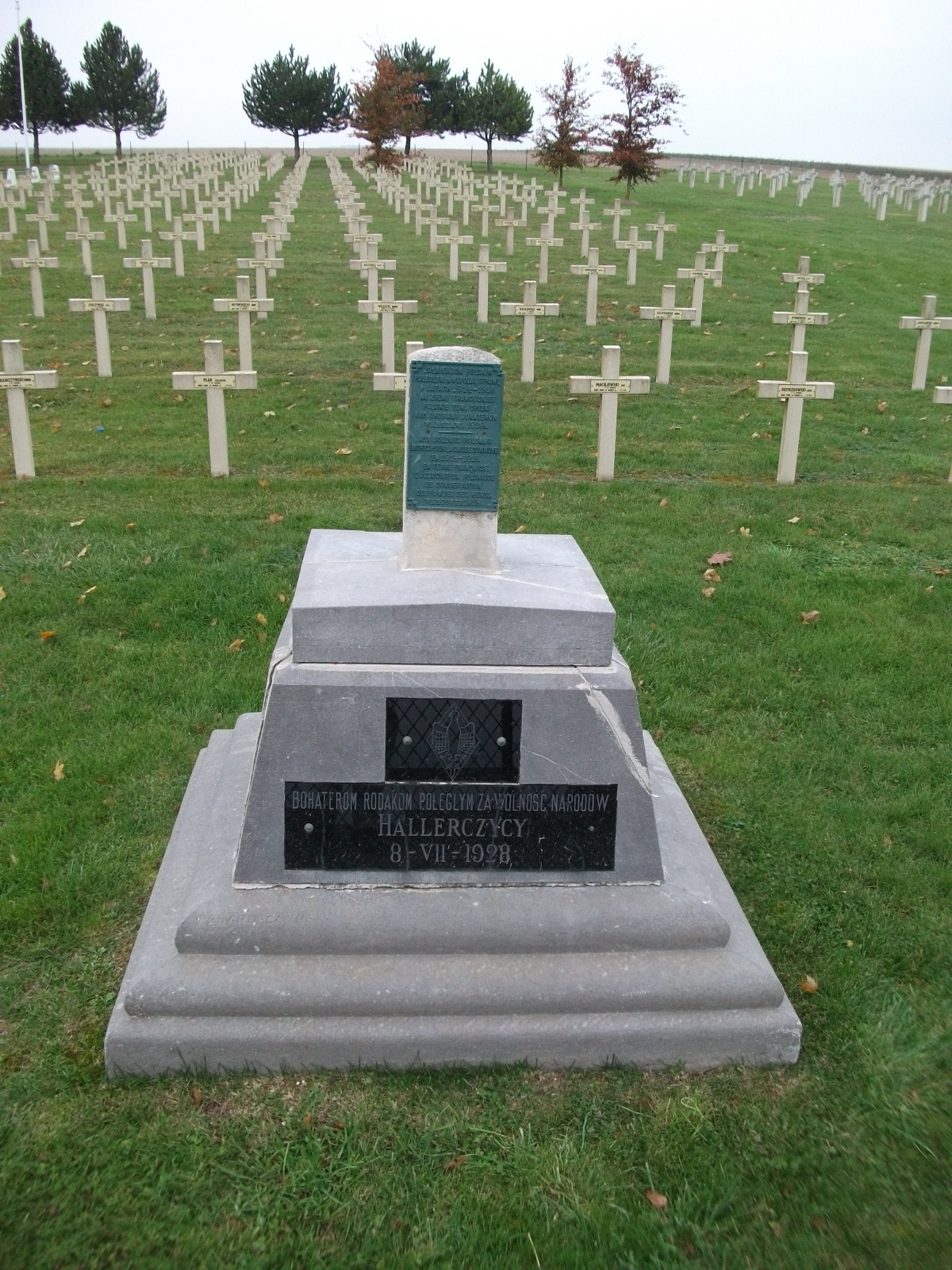
Deuxième monument polonais.

### Personnalités liées à la commune
- Lucien Gumpel (1880-1915), professeur agrégé de lettres, poète et auteur dramatique. Porté disparu à Aubérive le 25 septembre 1915, son nom est inscrit au Panthéon dans la liste des 560 écrivains morts pour la France.

### Héraldique
| Blason de Aubérive | Blason  | De gueules à la bande ondée cousue d'azur mouvant d'une arche romaine d'or en chef à dextre, à la barre cousue de sinople, à la gerbe de blé brochant en cœur sur le tout, accompagnée de deux clefs passées en sautoir brochant en chef à senestre sur la barre, d'une épée brochant en pointe à dextre sur la barre et d'une anille brochant en pointe à senestre sur la bande, le tout aussi d'or, au comble cousu d'azur chargé d'une double burèle potencée et contre-potencée d'or. |
| Blason de Aubérive | Détails | Le statut officiel du blason reste à déterminer. |